# 仙台産業展示館
仙台産業展示館（せんだいさんぎょうてんじかん）は、宮城県仙台市太白区にあるコンベンション施設である。愛称はアズテックミュージアム。管理運営はアイビー株式会社アズテックミュージアム事業部。

## 概要
主に約1,000m2の無柱空間からなる電動昇降式トラスバトン付き大ホールと、約200m2の小ホールで構成。
商業用展示会や見本市、フリーマーケットなどに加え、コンサートにも使用。
閉鎖されたZepp Sendaiに代わるプロボクシングの試合会場として使用されており、プロレスでも使用されている。

## 交通アクセス
国道4号仙台バイパス沿いにあり、周辺はロードサイド店舗が集積している。
- JR東北本線・南仙台駅東口より徒歩13分。
- 駐車場：250台